# René Gabriel
Pour les articles homonymes, voir Gabriel.
Pour l’article homonyme, voir René Gabriel (prêtre).
 (juin 2017).
René Gabriel, né à Maisons-Alfort le 14 septembre 1899 et mort à Paris le 30 octobre 1950, est un designer français spécialisé dans le meuble de série.

## Biographie

### Un artiste décorateur atypique
René Gabriel suit une formation théorique à l’école Germain Pilon et à l’École nationale supérieure des arts décoratifs à Paris. En 1919, un an après la fin de ses études, il présente au Salon d'automne le résultat de ses recherches orientées vers la production industrielle.
Grande figure de la décoration, il est retenu pour l’Exposition internationale des Arts décoratifs et industriels modernes en 1925, participant à la réalisation de l’ambassade française, d’une chambre de jeune fille et d’une cuisine. Son approche concrète du meuble dit « de série » commence véritablement en 1927, lorsqu’il dévoile au Salon des artistes décorateurs un mobilier en chêne, aux lignes extrêmement sobres, suivant l’idée d’éléments superposables et juxtaposables du précurseur Francis Jourdain qu’il avait rencontré à l’occasion de l’exposition de 1925. Il en étudie une version économique en 1934, qu'il va présenter sous l’appellation « éléments RG » au Salon des arts ménagers.

### Les meubles pour sinistrés
En 1944, pour sa connaissance des méthodes industrielles de production de meubles économique, René Gabriel est désigné par le ministère de la Reconstruction et de l'Urbanisme et crée le mobilier d’urgence vendu aux sinistrés à un prix symbolique (alors en tickets de rationnement).
Par la suite, sa notoriété dans la production en série lui confère une position déterminante. Il est élu président de la Société des artistes décorateur à partir de 1945. Il anime un atelier d’enseignement à l’École nationale supérieure des arts décoratifs en 1946. Il collabore avec Jean Fressinet pour le Salon des arts ménagers de 1948 (section des meubles de série).
Le choix d’un matériau robuste et relativement courant (chêne ciré) et sa technique constructive fondée sur la préfabrication des éléments et une structure robuste et apparente n’est pas sans rappeler la conception architecturale de l’époque. Auguste Perret fait d’ailleurs appel à lui en 1947 pour réaliser l’aménagement de l’appartement type du Havre.
Aujourd’hui l’intégralité des meubles de la série 150 destinée aux sinistrés est conservée et présentée au public à la cité de l’habitat provisoire à Soye près de Lorient.

Mobilier d’urgence attribué à René Gabriel
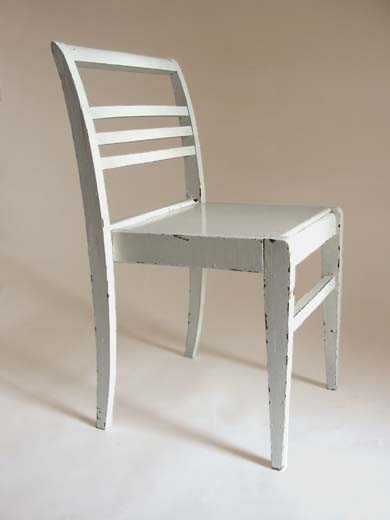
Chaise pour sinistrés en hêtre laqué blanc[2].
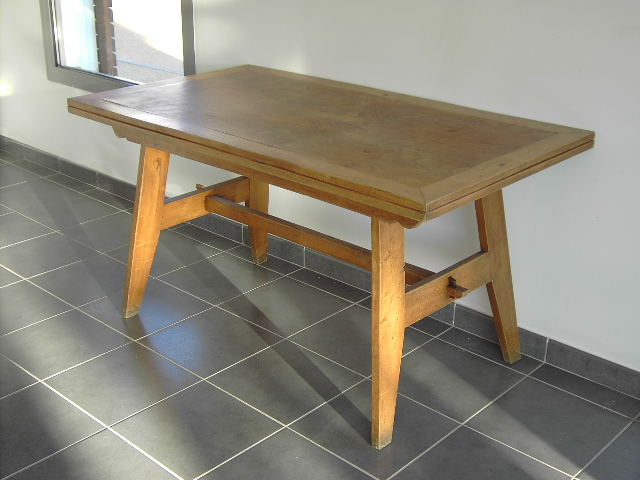
Table pour sinistrés en hêtre[2].
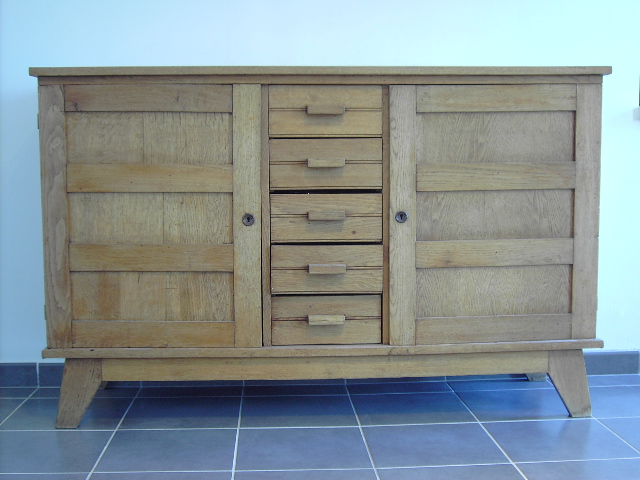
Buffet pour sinistrés en hêtre[2].

### Une production industrielle

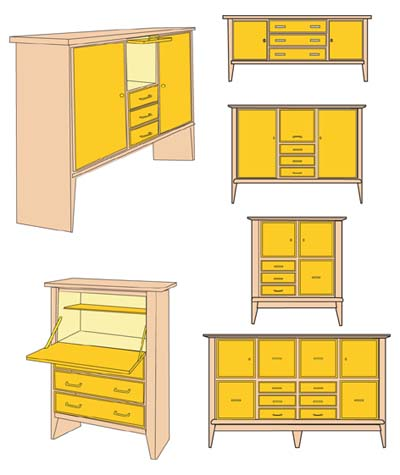
Meubles constitués d’éléments réalisables en série, modèles de 1946 éditée entre 1950 et 1953 par l’entreprise Lieuvin (Bernay, Eure).
Dessins d'après René Gabriel.

Imaginant des meubles économiques, René Gabriel — aux côtés d’autres décorateurs comme Louis Sognot, Jacques Dumond, Albert Guénot et Marcel Gascoin — adhère indirectement aux idées du Mouvement moderne portées par l’Union des artistes modernes (UAM), mais il se distingue des membres les plus radicaux par une esthétique assez sobre et modeste, utilisant des matériaux et des techniques compatibles avec les réalités de la production industrielle et du marché économique. Bien que son mobilier soit relativement discret, les formes qu’il invente sont rapidement assimilées dans les productions industrielles courantes et perdurent jusque dans les années 1960.

Mobilier de René Gabriel
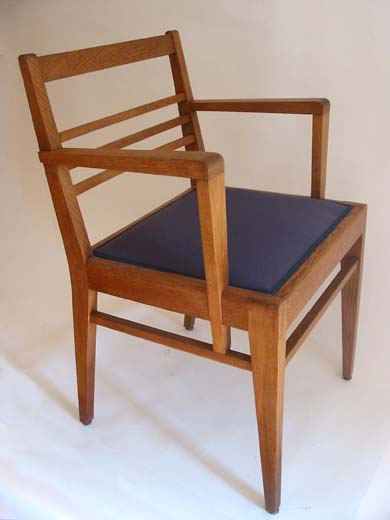
Fauteuil bridge (1946-1947), Le Havre, appartement témoin.
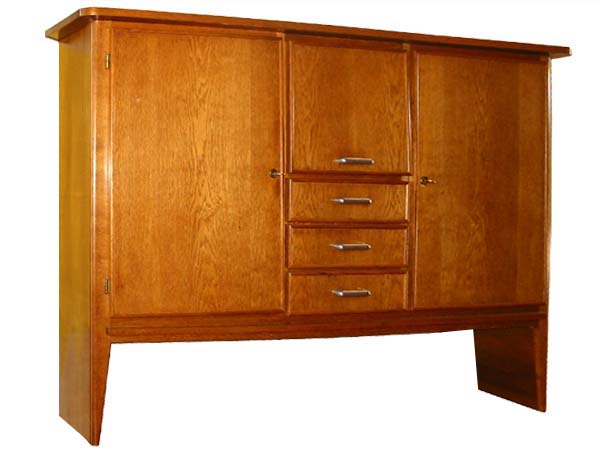
Bahut (1946-1947), Le Havre, appartement témoin.

## Prix René-Gabriel
La reconnaissance de son rôle dans l'histoire du meuble de série ont conduit les principaux acteurs du Salon des arts ménagers à créer le prix René-Gabriel, remis aux créateurs imaginant des modèles innovants et d'un bon rapport qualité/prix, parmi lesquels :
- 1950 : Marcel Gascoin
- 1951 : Henri Meyer
- 1957 : Joseph-André Motte
- 1959 : André Simard
- 1960 : Pierre Paulin
- 1964 : Alain Richard
- 1965 : Pierre Guariche
- 1966 : Georges Frydman (fondateur des meubles EFA)